# Soła
El Soła (pronunciación en polaco: /ˈsɔwa/ ) es un río del sur de Polonia, afluente por la derecha del Vístula.
Soła nace en la cordillera de los Besquidas occidentales, cerca de la frontera con Eslovaquia. Se forma por la confluencia de varios pequeños arroyos en el pueblo de Rajcza. Corre luego hacia el noreste a través de la cuenca de Żywiec hasta las ciudades de Żywiec y Kęty, formando la frontera entre los Besquidas de Silesia y los de Żywiec. Desemboca en el Vístula tras haber recorrido 89 km (55,3 mi), poco después de atravesar la ciudad de Oświęcim.

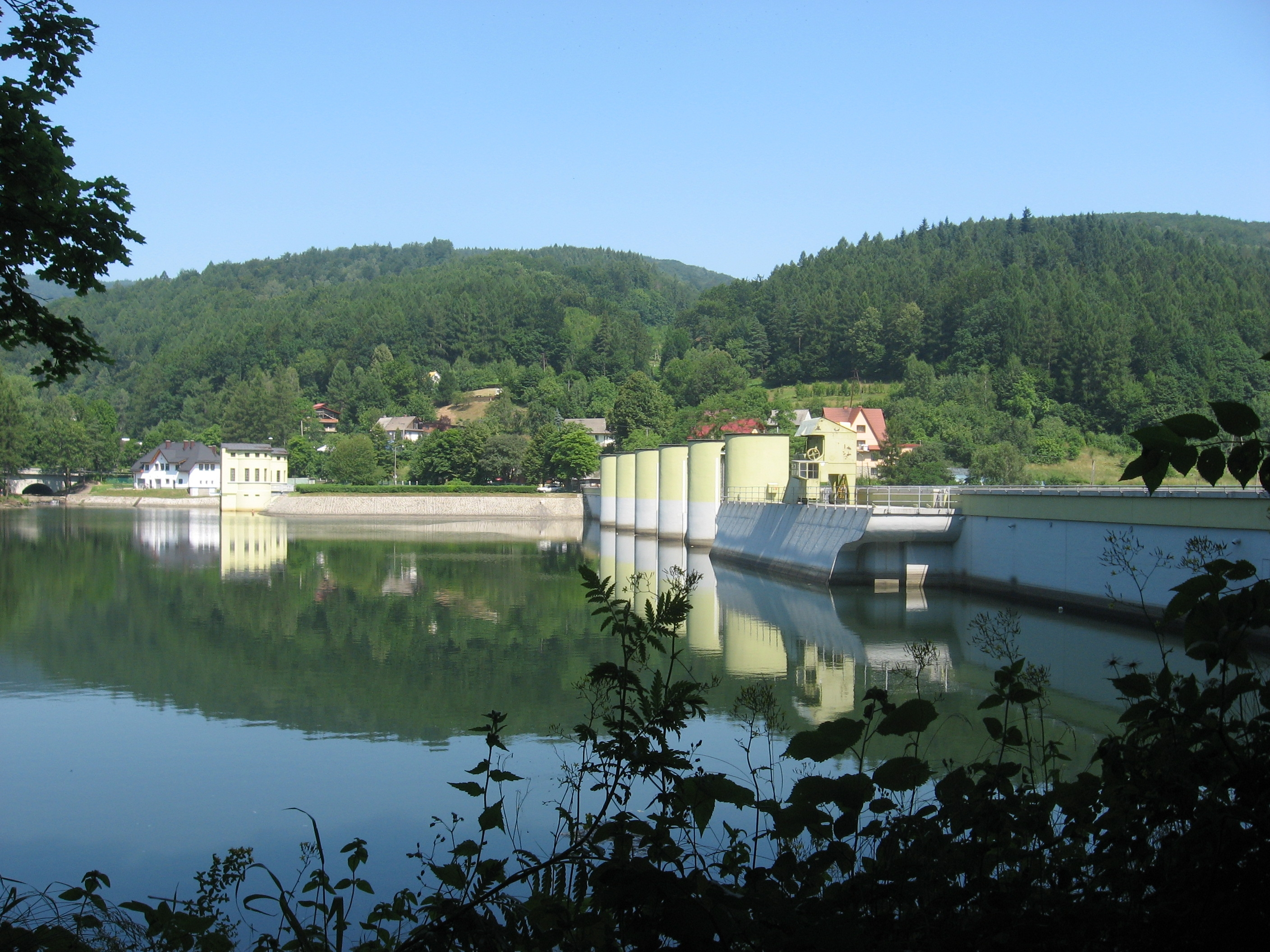
Presa y embalse de Porąbka

El río pasa a pocos metros del campo de concentración de Auschwitz. El Museo estatal Auschwitz-Birkenau indica que las cenizas humanas y los huesos molidos de los asesinados allí a menudo eran arrojados al río.
El Soła atraviesa o pasa cerca de las siguientes poblaciones: Rajcza, Milówka, Cisiec, Węgierska Górka, Cięcina, Radziechowy, Wieprz, Żywiec, Tresna, Czernichów, Międzybrodzie Zywieckie, Międzybrodzie Bialskie, Porąbka, Czaniec, Kobiernice, Kęty, Nowa Wieś, Hecznarowice, Bielany, Łęki y Oświęcim.